# 片山春帆
片山 春帆（かたやま しゅんぱん、1880年（明治13年） - 没年不詳）は、明治時代から大正時代の挿絵画家。

## 来歴
1880年、東京の築地に生まれる。俗称は片山春雄。武内桂舟、大出東皐、河合玉堂に師事した。明治期に『中外商業新報』において挿絵を描いていたといわれ、1897年（明治30年）には春陽堂から出版された村井弦斎の『日出島 曙の巻（上）』の口絵も描いている。また、博文館の社中にその名が見られ、『中学世界』、『文芸倶楽部』、『女学世界』などで専属の挿絵画家として活動した。1910年（明治43年）頃には東京市牛込区新小川町に在住しており、1926年（大正15年）発行の『大正震災画集』第5輯（日本版画社刊）には、春帆の関東大震災のスケッチを基とした木版画2作品も収められている。

## 作品
- 「日出島曙の巻」上巻　口絵　村井弦斎作　春陽堂　明治30年
- 『発明画談』蘆谷蘆村著、片山春帆画、勧業書院、明治43年12月